# Кун, Кайла
Кайла Кун (англ. Kaila Kuhn; род. 8 апреля 2003, Бойн-Сити, Мичиган) — американская фристайлистка (акробатика), двукратная чемпионка мира, призёр этапов Кубка мира. Участница зимних Олимпийских игр 2022 года.

## Биография
В сезоне 2018/2019 годов Кайла впервые в карьере дебютировала на этапах Кубка мира по лыжной акробатике.
В 2019 году приняла участие в чемпионате мира в Парк-Сити, где стала 13-й в индивидуальных соревнованиях по лыжной акробатике.
В 2022 году приняла участие в зимних Олимпийских играх в Пекине. В индивидуальных соревнованиях акробаток стала восьмой с результатом 85,68 балла.
В марте 2025 года участвовала в чемпионате мира по фристайлу и завоевала две золотые медали — в индивидуальных соревнованиях и в командных соревнованиях.